# 鹤庆微孔草
鹤庆微孔草（学名：Microula myosotidea）是紫草科微孔草属的植物，是中国的特有植物。分布在中国大陆的云南等地，生长于海拔3,800米的地区，常生长在高山草地，目前尚未由人工引种栽培。